# Собор Олександра Невського (Ялта)
Собор Святого благовірного князя Олександра Невського — головний православний собор Ялти, одна з визначних архітектурних пам'яток міста.

## Історія

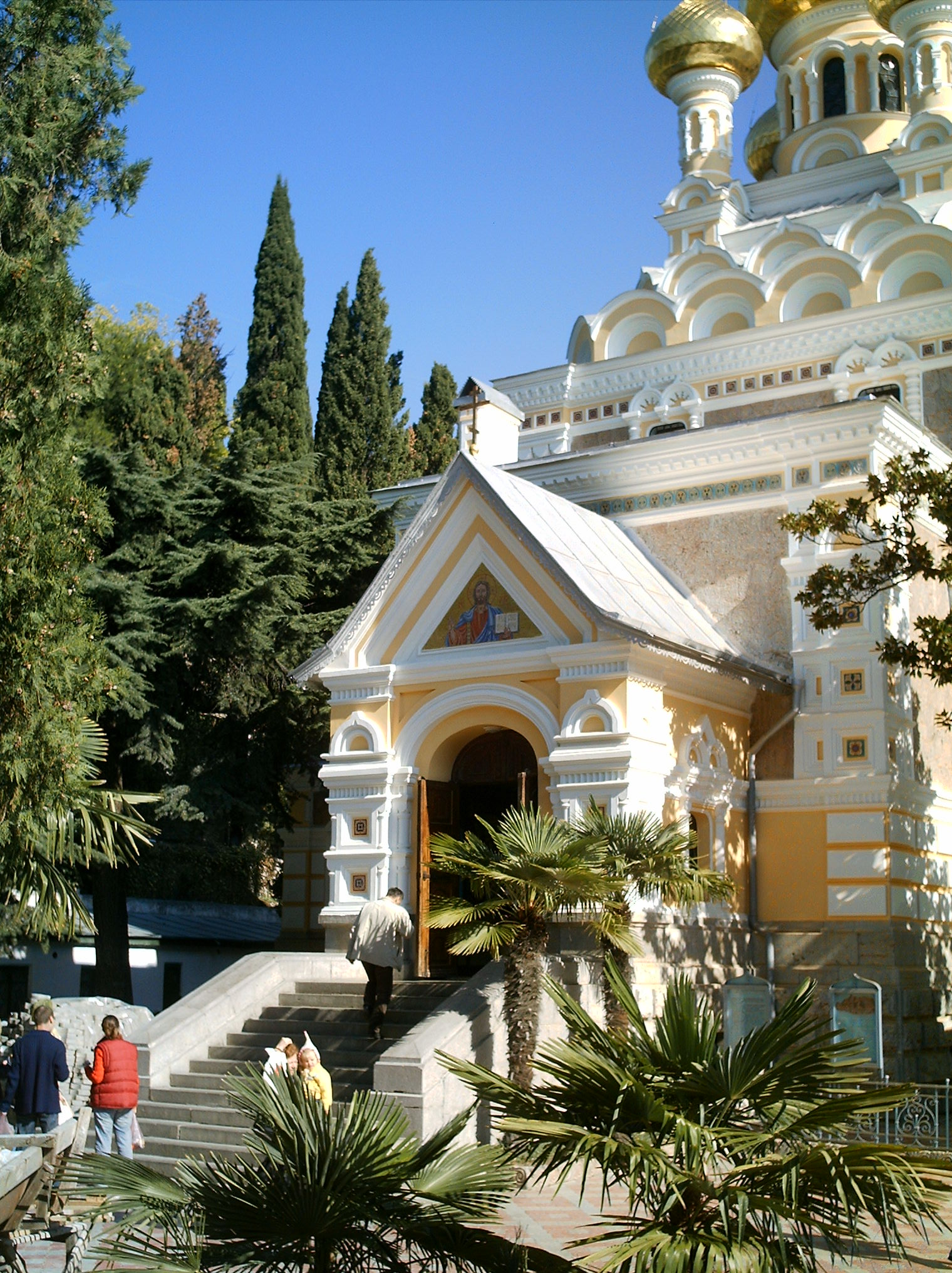
Вхід до собору

Собор було збудовано на честь російського імператора Олександра II, який загинув від рук народовольців.
Будівельний комітет, створений 1 березня 1890, очолив відомий ялтинський інженер і краєзнавець О. Л. Бертьє-Делагард. Великі суми були пожертвувані знатними городянами Б. В. Хвощинським та І. Ф. Токмаковим, ділянку землі подарував барон А. Л. Врангель. Архітекторами були Н. П. Краснов і П. К. Теребєнєв, проект яких особисто затвердив імператор Олександр III.
У закладці першого каменя 1 березня 1891, в день десятої річниці загибелі імператора, брала участь імператриця Марія Федорівна. Освячення собору відбулося 4 грудня 1902 в присутності імператора Миколи II, його сім'ї та свити.
Двоярусний, з відкритими галереями, ялтинський собор збудований у давньоруському стилі і прикрашений численними декоративними елементами: пілястрами, кіотцями, порталами, сердечками, шатровим ґанком. Ошатного вигляду йому надали біло-рожеві тони. Поруч із собором була споруджена триярусна дзвіниця, 11 дзвонів для якої відлили в Москві. Ікони для собору були написані майстрами з Мстери у Володимирської губернії.
Інтер'єр було оформлено архітектором С. П. Крошечкина, іконостас, купол і стіни розписав київський художник І. Мурашко. Мозаїка з образом святого князя на зовнішній стороні храму була виконана учнями венеційця А. Сальвіаті. Куполи храму були вкриті золотом.
Поруч із собором у стилі давньоруського терема за проектом архітектора М. І. Котенкова був збудований церковний будинок. В 1908 було завершено будівництво триповерхового будинку, у якому розмістилася церковно-школа на честь цесаревича Олексія, притулок для хворих на туберкульоз, зал для зборів Олександро-Невського братства.
Православне Олександро-Невське братство займалося благодійною діяльністю, організацією церковнопарафіяльних шкіл та місіонерською діяльністю, а під час Першої світової війни також і допомогою пораненим і облаштуванням лазаретів і санаторіїв .
Першим настоятелем собору, був А. Я. Тернівський, до того він служив при ялтинській церкви Іоанна Златоуста.
В 1938 храм було закрито, дзвони відправлені на переплавку. У соборі влаштували спортивний клуб, а в шкільному будинку — Будинок учителя.
Богослужіння в соборі було відновлено 1942 року, після встановлення німецької адміністрації в Криму. Після звільнення Криму храм був зареєстрований як фактично діючий.

## Сьогодення
Приміщення церковно-парафіяльної школи повернуто лише майже через півстоліття, в ньому з 1995 діє загальноосвітня школа де навчається близько 100 дітей.
Адреса собору: вул. Садова, 2.